# جو جنكينز
جو جنكينز (بالإنجليزية: Joe Jenkins)‏ هو لاعب كرة قاعدة أمريكي، ولد في 12 أكتوبر 1890 في شيلبيفيل في الولايات المتحدة، وتوفي في 21 يونيو 1974 في فريسنو في الولايات المتحدة.

## وصلات خارجية
- جو جنكينز على موقعبيزبول رفرنس.كوم (الدوري الرئيسي) (الإنجليزية)
- جو جنكينز على موقعبيزبول رفرنس.كوم (الدوري الثانوي) (الإنجليزية)
- جو جنكينز على موقع جمعية أبحاث البيسبول الأمريكية (الإنجليزية)